# Устье (Ровненская область)
Устье (укр. Устя) — село в Корецкой городской общине Ровненского района Ровненской области Украины.
До 2020 года входило в Корецкий район.
Население по переписи 2001 года составляло 797 человек. Почтовый индекс — 34710. Телефонный код — 3651.